# Uokha jezik
Uokha jezik (ISO 639-3: uok), nigersko-kongoanski jezik koji čini poseban jezik u podskupini sjevernih-centralnih edoid jezika. Njime govori nepoznat broj ljudi u nigerijskoj državi Edo, Owan LGA.
Uokha govornici porijeklom iz Benina.

## Vanjske poveznice
- Ethnologue (14th)
- Ethnologue (15th)